# 托特納姆
托特納姆（/ˈtɒt.nəm/）是位於英格蘭大倫敦北部哈林蓋倫敦自治市的一個區域。位於查令十字東北6.6英里（10.6公里）處。

## 歷史
托定咸的歷史最早可追溯至中世紀，當時住了七十戶人家。隨著倫敦市發展，到1894年，托定咸被列入倫敦市區一部分。

## 今日托定咸
現在的托定咸居住著來自世界各地的民族，是一個多元文化熱點地區。這裡有規模較大的非洲-加勒比人、西非裔、庫爾德人、土族塞浦路斯人、土耳其人、愛爾蘭人和葡萄牙人社區，總共流行達300種語言。

## 體育

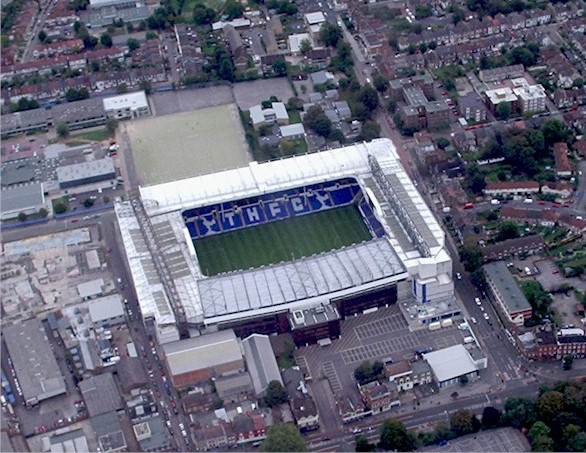
白鹿巷球場

托定咸是英超俱樂部托定咸熱刺的主場所在地。熱刺曾經贏得過兩次聯賽、八次足總杯、兩次聯盟杯、一次歐洲優勝者杯和四次聯賽杯冠軍。熱刺的主場托定咸熱刺球場就位於該處。
托定咸熱刺球場附近有鐵路通過，站名為「白鹿巷」。距離托定咸熱刺球場最近的地鐵車站則是七姊妹車站。